# IC 1545
IC 1545 ist eine elliptische Galaxie vom Hubble-Typ E3 im Sternbild Andromeda am Nordsternhimmel. Sie ist schätzungsweise 259 Millionen Lichtjahre von der Milchstraße entfernt.
Das Objekt wurde am 29. Dezember 1899 vom französischen Astronomen Stéphane Javelle entdeckt.